# Alex Clare
Alex Clare de son vrai nom Alexander George Clare né le 14 septembre 1985 est un chanteur britannique. Alex Clare a adopté son nom de scène actuel en 2010, remplaçant Alex G. Muertos, un pseudonyme qu'il a utilisé pour la première fois alors qu'il était encore à l'école. Son premier album studio intitulé The Lateness of the Hour sort le 11 juillet 2011 sous le label Island Records, produit par Mike Spencer et Major Lazer.

## Carrière musicale
Grâce à une démo, Alex Clare a pu passer un contrat avec le label Island Records. 
Son premier album, The Lateness of the Hour, produit par Mike Spencer et Major Lazer, sort en juillet 2011. Le premier single de l'album est Up All Night, suivi de Too Close et de Treading Water.
Le deuxième album, Three Hearts sort en 2014.
Tail Of Lions, le troisième album sort en 2016 sur le label ETC Recordings.
En 2018, Clare réalise son quatrième album Three Days at Greenmount, où il ré-enregistre des chansons de ses trois albums précédents en acoustique. L'album est enregistré en 3 jours dans un studio d'enregistrement à Leeds.

## Discographie

### Albums studio
| Titre                    | Détails                                                                            | Meilleure | Meilleure | Meilleure | Meilleure | Meilleure |
| Titre                    | Détails                                                                            | ALL       | AUT ,     | FR ,      | RU ,      | SUI ,     |
| ------------------------ | ---------------------------------------------------------------------------------- | --------- | --------- | --------- | --------- | --------- |
| The Lateness of the Hour | - Sortie : 11 juillet 2011 - Label : Island - Formats : CD, Téléchargement digital | 8         | 16        | 95        | 17        | 49        |
| Three Hearts             | - Sortie : 11 août 2014 - Label : Island - Formats : CD, Téléchargement digital    | 43        | —         | —         | 98        | 74        |

### Singles
| Titre            | Année | Meilleure position | Meilleure position | Meilleure position | Meilleure position | Meilleure position | Meilleure position | Meilleure position | Meilleure position | Meilleure position | Meilleure position | Album                    |
| Titre            | Année | AUT ,              | ALL ,              | CAN Alt. ,         | Danemark ,         | ÉU ,               | FR ,               | IRL                | PB ,               | RU ,               | SUI ,              | Album                    |
| ---------------- | ----- | ------------------ | ------------------ | ------------------ | ------------------ | ------------------ | ------------------ | ------------------ | ------------------ | ------------------ | ------------------ | ------------------------ |
| Up All Night     | 2010  | —                  | —                  | —                  | —                  | —                  | —                  | —                  | —                  | —                  | —                  | The Lateness of the Hour |
| Too Close        | 2011  | 6                  | 1                  | 30                 | 29                 | 20                 | 9                  | 47                 | 33                 | 4                  | 12                 | The Lateness of the Hour |
| Treading Water   | 2011  | —                  | 59                 | —                  | —                  | —                  | —                  | —                  | —                  | 179                | —                  | The Lateness of the Hour |
| Humming Bird     | 2012  | —                  | —                  | —                  | —                  | —                  | —                  | —                  | —                  | —                  | —                  | The Lateness of the Hour |
| War Rages On     | 2014  | —                  | —                  | —                  | —                  | —                  | —                  | —                  | —                  | 53                 | —                  | Three Hearts             |
| Never Let You Go | 2014  | —                  | —                  | —                  | —                  | —                  | —                  | —                  | —                  | —                  | —                  | Three Hearts             |

### Clip vidéo
| Titre          | Année | Directeur      |
| -------------- | ----- | -------------- |
| Up All Night   | 2010  | Blake Claridge |
| Too Close      | 2011  | Ian Bonhote    |
| Treading Water | 2011  | Sam Pilling    |

### Pub
| Titre     | Année | Marque                          |
| --------- | ----- | ------------------------------- |
| Too Close | 2012  | Microsoft - Internet Explorer 9 |

### Film
Too Close est également la musique de générique de fin du film Taken 2. Elle est aussi utilisée dans une publicité pour Microsoft.
On peut également entendre le titre Damn your eyes dans un épisode de la série Mistresses, ainsi que Whispering comme générique de fin du film Un voisin trop parfait. 
Son single Up All Night a également servi de générique de la série télévisée dérivée de Doctor Who, Class, en 2016.